# 中井明孝
中井 明孝（なかい あきたか、1933年10月19日 - ）は、日本の経営者。古河機械金属社長、会長を務めた。

## 経歴
東京都出身。1957年に東京大学法学部を卒業し、同年に古河鉱業(のちの古河機械金属)に入社。1989年6月に取締役に就任し、1991年6月に常務、1993年6月に専務を経て、1996年6月に副社長に就任し、1997年6月には社長に昇格。2001年6月に会長に就任し、2003年6月には顧問に就任。
2001年11月に藍綬褒章を受章。